# 로버트 트레버
로버트 트레버(Robert Trebor, 1953년 6월 7일 ~ )는 미국의 배우, 텔레비전 배우이다.
필라델피아에서 태어났다.

## 영화
- 헤일, 시저! (2016년) - '헤일, 시저!'의 프로듀서 역
- 살인마 가족 2 (2005년)
- 지미니 글릭 인 라 라 우드 (2004년)
- 레이즈 유어 보이스 (2004년)
- 헤라클레스와 잃어버린 왕국 (1994년)
- 반칙 게임 (1992년)
- 유니버셜 솔저 (1992년)
- 토크 라디오 (1988년)
- 사이보그 유리시즈 (1987년)
- 내 사랑 악마 (1987년)
- 특명52 (1986년)
- 카이로의 붉은 장미 (1985년)
- 고프 (1980년)
- 샌프란시스코 수사반 (1972년)